# 30326 Maxpine
30326 Maxpine è un asteroide della fascia principale. Scoperto nel 2000, presenta un'orbita caratterizzata da un semiasse maggiore pari a 2,2674558 UA e da un'eccentricità di 0,1197008, inclinata di 1,86036° rispetto all'eclittica.